# 전여홍
전여홍( 1987년 11월 20일 ~ )은 대한민국의 모델이다.
드라마
- 2008년《리얼시트콤 계약동거 시즌1》 (ETN)

예능
- 2008년 《진실게임》SBS 쥐요리 전문모델

## 수상
- 2007년 - 제21회 KBS 연기대상 시상식

## 종교
- 기독교